# Baron Davis
Pour les articles homonymes, voir Davis.
Baron Walter Louis Davis est un joueur américain de basket-ball né à Los Angeles, Californie, le 13 avril 1979. Il est drafté en 3e position de la draft 1999 de la NBA par les Hornets de Charlotte.
Davis joue au poste de meneur. Il est adroit au tir et fin passeur capable aussi de prendre beaucoup de rebonds, mais aussi capable d'aller dunker.

## Biographie
Davis joue dans l'équipe universitaire des Bruins d'UCLA pendant deux saisons (1997-1999) avant d'être drafté en troisième position de la draft 1999 de la NBA par les Hornets de Charlotte.
Pour sa première saison avec les Hornets, Baron Davis réalise une saison assez décevante en raison du peu de temps de jeu que lui accorde l'entraîneur Paul Silas. Mais pour sa deuxième année, à la suite du départ de Eddie Jones au Heat de Miami il devient titulaire et conduit même l'équipe aux playoffs en éliminant justement Miami au premier tour. Les statistiques le prouvent, Davis progresse et devient un des meilleurs meneurs de jeu de la ligue au même titre que Jason Kidd, Stephon Marbury ou encore John Stockton. Été 2002, l'équipe déménage à La Nouvelle-Orléans en Louisiane. Passant dans la conférence Ouest à partir de la saison 2004-2005, ils ne parviennent plus à se qualifier pour les playoffs. Pire encore, l'équipe s'effondre et leur meneur-star se blesse régulièrement.
Le 24 février 2005, La Nouvelle-Orléans échange Davis aux Warriors de Golden State contre Speedy Claxton et Dale Davis à cause de ses blessures récurrentes ainsi que de tensions avec les dirigeants de l'équipe. Ce transfert est critiqué et considéré comme un des plus scandaleux de l'histoire de la NBA[réf. nécessaire]. Dans la baie de San Francisco, il s'impose comme le nouveau leader de l'équipe aux dépens de Jason Richardson. Deux ans plus tard, le duo permet à Golden State d'atteindre les playoffs pour la première fois depuis 1994. Les Warriors de Golden State remportent leur série contre la meilleure équipe de la saison régulière : les Mavericks de Dallas 4 victoires à 2. Ils deviennent ainsi la première équipe classée huitième à battre une équipe classée première depuis le changement du format des playoffs (passage d'une série en cinq matchs à une série en sept). Le Jazz de l'Utah élimine les Warriors de Golden State au tour suivant en cinq matchs (4-1).
Durant les playoffs les moyennes de Davis sont de 25,3 points, 6,5 passes décisives, 2,9 interceptions et 4,5 rebonds.
Lors de la saison NBA 2007-2008 Baron Davis réalise de très bonnes statistiques en saison régulière (21,8 points, 7,6 passes décisives, 4,7 rebonds et 2,3 interception) mais les Warriors confrontés à la grande concurrence au sein de la Conférence Ouest, ne parviennent pas à se qualifier pour les play-offs malgré un bilan positif (48v-34d).
Baron Davis et le vice-président de Golden State, Chris Mullin, avaient un accord provisoire pour un contrat de trois ans, une extension de contrat, de 39 millions de dollars sur 3 ans avant que le président des Warriors, Robert Rowell, ne refuse cette proposition.
À la suite de ce refus, Baron Davis refuse la dernière année de son contrat avec les Warriors afin de s'engager avec les Clippers de Los Angeles pour une durée de cinq ans et d'un montant de 65 millions de dollars, dans le seul but de jouer au côté d'Elton Brand qui devait re-signer un nouveau contrat avec le club. Mais Brand part jouer avec les 76ers de Philadelphie, Davis se blesse, et réalise la plus mauvaise saison de sa carrière depuis son année rookie. Le 20 novembre 2009 contre les Nuggets de Denver, il atteint les 5 000 passes décisives en carrière.
Le 24 février 2011, il est envoyé aux Cavaliers de Cleveland en échange de Maurice Williams et de Jamario Moon.
En décembre 2011, il s'engage aux Knicks de New York après avoir été coupé par les Cavaliers de Cleveland.
Le 6 mai 2012 lors d'un match de playoffs contre le Heat de Miami, il se blesse seul en tentant une contre attaque. L'IRM passé le lendemain révèle une rupture partielle du ligament de la rotule et une rupture complète des ligaments croisés, ce qui signifie une absence d'au moins 12 mois.
Alors que Baron Davis n'a joué aucun match depuis 2012, il fait son retour sur les parquets en D-League avec les Delaware 87ers le 2 mars 2016.
En 2016, il joue le rôle d'un joueur des Knicks de New York dans la série Mozart in the Jungle.

## Palmarès
En sélection nationale
- Sixième place au championnat du monde 2002 avec la sélection américaine à Indianapolis.

Distinctions personnelles
- 2 sélections au NBA All-Star Game en 2002 et 2004.
- Sélectionné pour le Rookie Challenge lors du NBA All-Star Week-end 2001.
- Vainqueur du Skills Challenge en 2004.
- Meilleur intercepteur NBA en 2004 avec 2,36 interceptions par match, et en 2007 avec 2,14 interceptions par match.
- Il est le détenteur du plus long panier en NBA avec un tir à 89 ft (27 m) le 17 février 2001[3].

## Vie privée
Il a fréquenté Demi Moore, Rebecca Marshall ou encore Lauren London.
En janvier 2014, il épouse Isabella Brewster (petite sœur de l'actrice Jordana Brewster). Ensemble ils ont deux enfants nés respectivement en 2014 puis 2016. Ils se séparent l'année suivante et une demande de divorce est déposée en juin 2017.
En 2017, Baron Davis fréquente l'actrice américaine Laura Dern durant un temps,.